# مهندرا ردی
مهندرا ردی (انگلیسی: Mahendra Reddy؛ زادهٔ) اقتصاددان، و سیاستمدار اهل فیجی است.
وی همچنین برندهٔ جوایزی همچون برنامه فولبرایت شده‌است.